# Aicha (Neustadt bei Coburg)
Aicha ist ein Dorf (und verwaltungsrechtlich ein Stadtteil der oberfränkischen Stadt Neustadt bei Coburg im Landkreis Coburg) in Bayern.

## Lage
Das Dorf liegt etwa sieben Kilometer südwestlich von Neustadt. Gemeindeverbindungsstraßen nach Fechheim und Oberwasungen führen durch den Ort.

## Geschichte
Aicha wurde 1317 erstmals im Urbarium, einer Auflistung von Besitzungen der Henneberger beim Erwerb der Neuen Herrschaft, als „Eych“ urkundlich erwähnt. Der Name des Ortes kann vom Eichenbaum abgeleitet werden.
Im Jahr 1317 übertrug Berthold Puz aus Coburg dem Kloster Sonnefeld die Siedlung. Im 14. Jahrhundert gab es acht ganze und zwei halbe Güter in Aicha und das Kloster Sonnefeld hatte die Dorfherrschaft sowie die niedere Gerichtsbarkeit inne.
Nach dem  Dreißigjährigen Krieg waren von acht Frongütern fünf nicht bestellt und statt acht wehrfähigen Männern gab es nur noch einen.
Aicha war seit dem Mittelalter Filialgemeinde von Fechheim. Der Ort gehörte zum Fechheimer Schulsprengel. Nach dem Tod von Herzog Albrecht im Jahr 1699 kam Aicha als Teil des Amtes Sonnefeld im Jahr 1705 zu Sachsen-Hildburghausen. 1826 gelangte das Amt Sonnefeld gemäß dem Teilungsvertrag zu Hildburghausen wieder zu Sachsen-Coburg.
Im Ersten Weltkrieg verloren zwei Aichaer Soldaten ihr Leben. Als 1918 mit dem Ende des Ersten Weltkrieges und der Novemberrevolution die Monarchie in Deutschland abgeschafft wurde, galt das auch für das Herzogtum Sachsen-Coburg und Gotha, dem Aicha angehörte. Zunächst wurde der Ort Teil des Freistaates Coburg. Da dieser aber für sich zu klein war, stand eine Entscheidung bezüglich des Anschlusses an Bayern oder an Thüringen an. In einer Volksbefragung am 30. November 1919 stimmte kein Aichaer Bürger für den Beitritt des Freistaates Coburg zum thüringischen Staat, zehn stimmten dagegen. Ab dem 1. Juli 1920 gehörte Aicha zum Freistaat Bayern.
Bei der Reichstagswahl vom 5. März 1933 bekamen die NSDAP und die Kampffront Schwarz-Weiß-Rot jeweils vierzehn Stimmen.
Im Zweiten Weltkrieg verloren vier Aichaer Soldaten ihr Leben.
Am 1. Januar 1971 schloss sich Aicha mit den Gemeinden Fechheim, Fürth am Berg, Mittelwasungen, Plesten und Unterwasungen zur Gemeinde Wasung zusammen. Am 1. Januar 1976 wurde Wasung aufgelöst und Aicha als Stadtteil nach Neustadt bei Coburg eingegliedert.
Die Trinkwasserversorgung erfolgte früher durch Laufbrunnen. Eine private Anlage mit zwei Hausanschlüssen gab es 1934. Ab 1962 erfolgte die Wasserversorgung durch den Zweckverband Spittelsteiner Gruppe, der 1986 durch die Stadtwerke Neustadt übernommen wurde. Stromlieferanten waren ab September 1920 das Überlandwerk der Gumpertschen-Mühle in Mupperg und ab Sommer 1933 das Bamberger Überlandwerk Oberfranken. 1997 übernahmen die Stadtwerke Neustadt die Stromversorgung. 1987 hatte Aicha, wie im Jahr 1905, zehn Wohngebäude.

## Einwohnerentwicklung
| Jahr | Einwohnerzahl |
| ---- | ------------- |
| 1858 | 55            |
| 1900 | 50            |
| 1925 | 57            |
| 1933 | 51            |
| 1939 | 46            |
| 1946 | 62            |
| 1950 | 64            |
| 1961 | 50            |
| 1980 | 44            |
| 1987 | 31            |
| 2013 | 38            |
| 2020 | 33            |